# Manuel Astorga
Manuel Carreno Astorga (ur. 15 maja 1937 w Iquique) – piłkarz chilijski grający podczas kariery na pozycji bramkarza.

## Kariera klubowa
Karierę piłkarską Manuel Astorga rozpoczął w Universidad de Chile w 1956.
Z Universidad de Chile czterokrotnie zdobył mistrzostwo Chile w 1962, 1964, 1965 i 1967. W latach 1968–1971 był zawodnikiem CD Huachipato, a 1972-1973 w Deportes Magallanes. W 1974 powrócił do Universidad de Chile, w którym w tym samym roku zakończył piłkarską karierę. Ogółem w latach 1960-1967 i 1974 rozegrał w barwach "La U" 203 mecze.

## Kariera reprezentacyjna
W reprezentacji Chile Astorga zadebiutował 13 kwietnia 1960 w zremisowanym 1-1 towarzyskim meczu z Belgią.
W 1962 roku został powołany przez selekcjonera Fernando Rierę do kadry na Mistrzostwa Świata w Chile. Ostatni raz w reprezentacji Musso wystąpił 22 marca 1970 w przegranym 0-5 towarzyskim meczu z Brazylią. Od 1960 do 1970 rozegrał w reprezentacji 30 meczów.